# NGC 780
NGC 780 (również PGC 7616 lub UGC 1488) – galaktyka spiralna (Sab), znajdująca się w gwiazdozbiorze Trójkąta. Odkrył ją William Herschel 26 października 1786 roku.